# Concepcion, Misamis Occidental

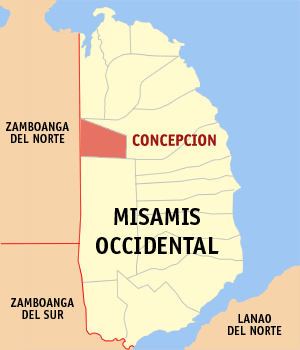
Bản đồ Misamis Occidental với vị trí của Concepcion

Concepcion là một đô thị ở tỉnh Misamis Occidental, Philippines. Theo điều tra dân số năm 2000 của Philipin, đô thị này có dân số 6,900 người trong 1.487 hộ.

## Các đơn vị hành chính
Concepcion được chia ra 18 barangay.
| - Bagong Nayon - Capule - New Casul - Guiban - Laya-an - Lingatongan - Maligubaan - Mantukoy - Marugang | - Poblacion - Pogan - Small Potongan - Soso-on - Upper Dapitan - Upper Dioyo - Upper Potongan - Upper Salimpono - Virayan |